# IBEX 35

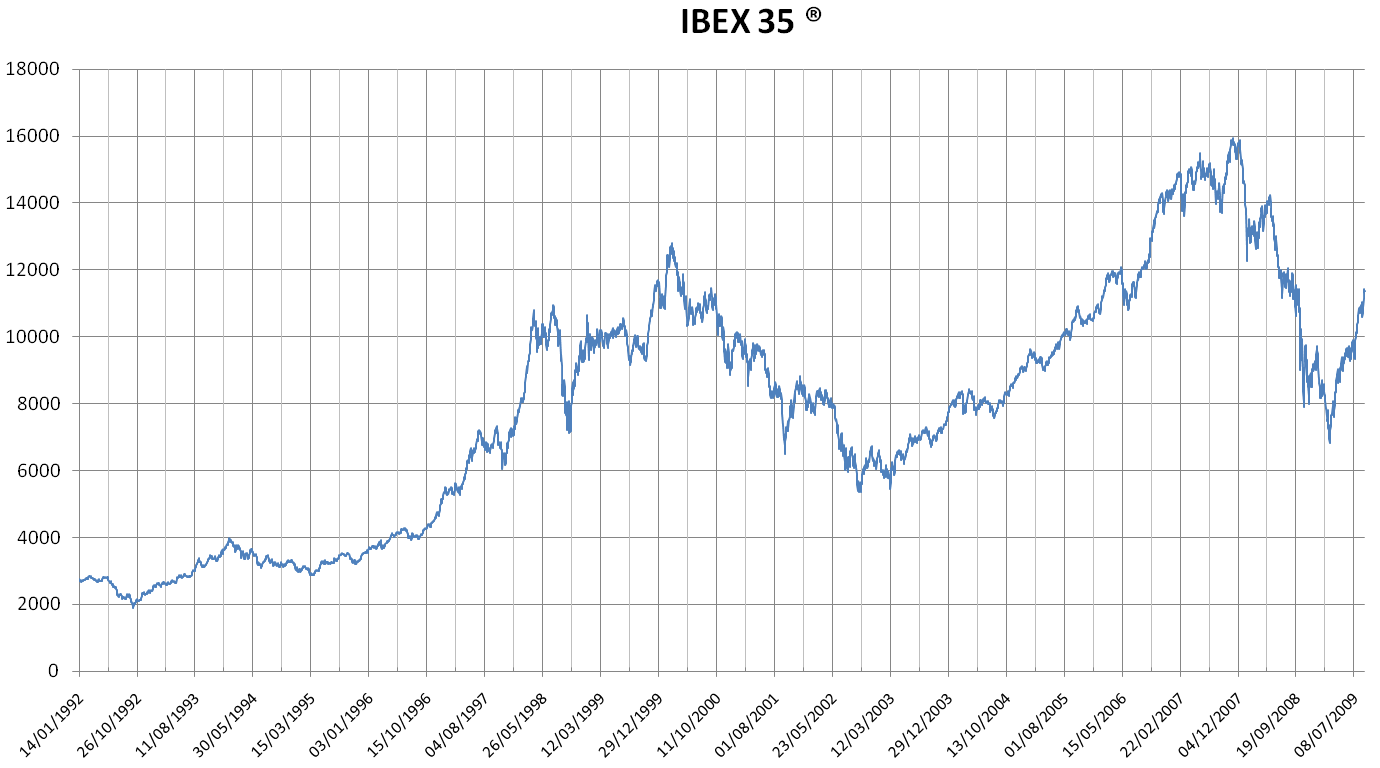
Indeks IBEX 35 w latach 1992-2009

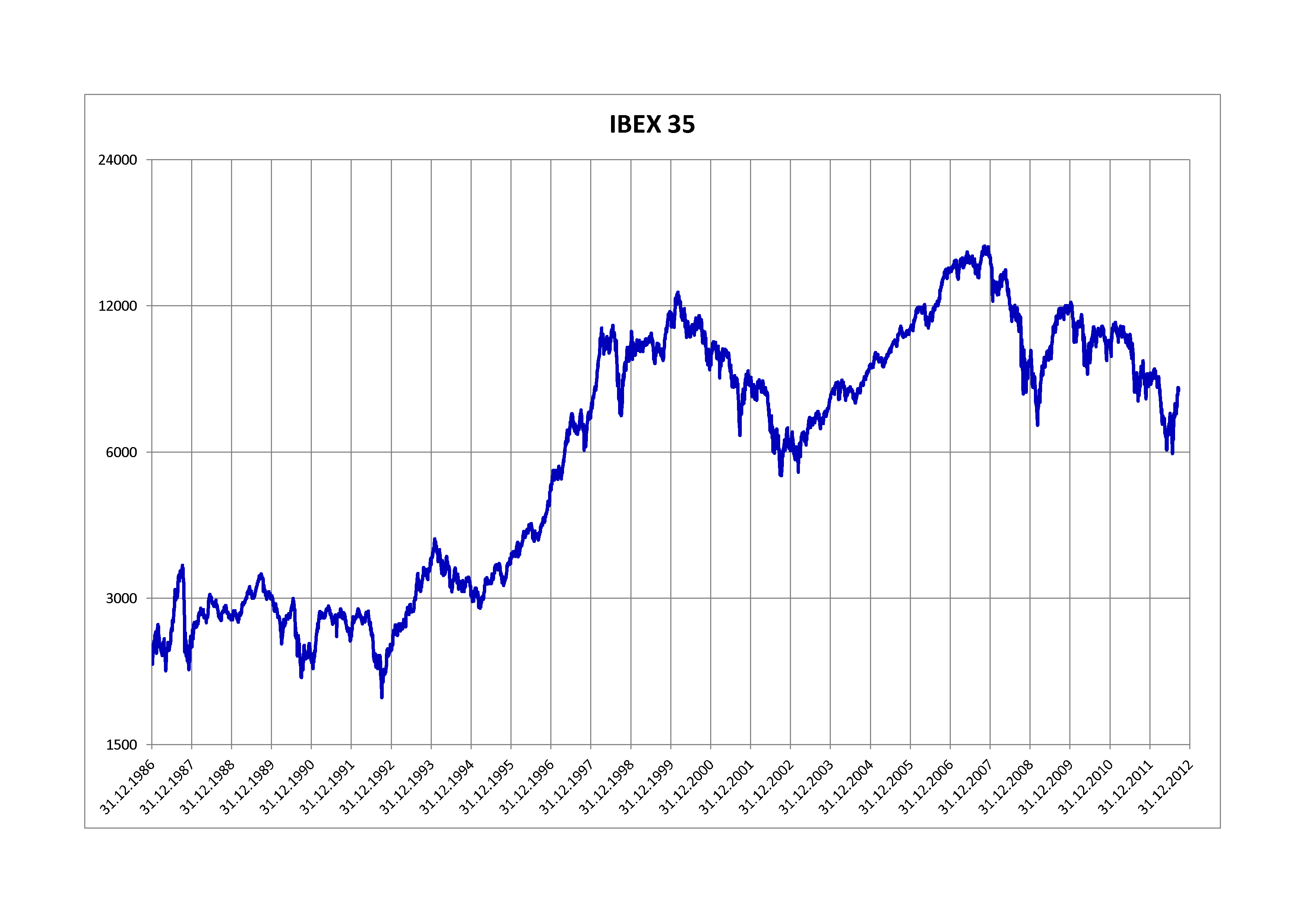
Wartość indeksu w latach 1986-2012

IBEX 35 to indeks giełdowy grupujący 35 największych i najpłynniejszych spółek akcyjnych Giełdy Papierów Wartościowych w Madrycie.
Wartość indeksu ustalona została na 3000 punktów w dniu 29 grudnia 1987 roku. Historyczny rekord
został ustanowiony w grudniu 2007 roku na poziomie ok. 16 tys. punktów. Najniższą wartość indeks zanotował na poziomie 1862 punktów na początku lat dziewięćdziesiątych. Największy udział w indeksie ma telekomunikacyjny gigant Telefónica (20,64%). Duży wpływ na wartość indeksu mają wiodące hiszpańskie banki: Banco Santander (16,47%) i Banco Bilbao Vizcaya Argentaria (8,82%), jak również koncern energetyczny Iberdrola (9,35%) oraz paliwowy potentat Repsol YPF (7,65%). Kapitalizacja indeksu sięga 300 miliardów euro. W dniu 28 maja 2012 indeks giełdy w Madrycie IBEX 35 spadł o 2,17%, schodząc do poziomu nieco powyżej 6,4 tys. punktów, najniższego od 9 lat.

## Skład indeksu (06.02.2019)[2]
- Acciona(inne języki)
- Acerinox(inne języki)
- Actividades de Construcción y Servicios, S.A.(inne języki)
- Aena
- Amadeus(inne języki)
- ArcelorMittal
- Banco Bilbao Vizcaya Argentaria
- Bankia(inne języki)
- Bankinter
- Banco Santander Central Hispano
- CaixaBank(inne języki)
- Cellnex Telecom
- Cie Automotive SA
- Enagás(inne języki)
- ENCE Energia y Celulosa
- Endesa(inne języki)
- Ferrovial(inne języki) SA
- Gamesa Technology Corporation(inne języki)
- Grifols SA
- IAG
- Iberdrola
- Inditex
- Indra Sistemas(inne języki)
- Inmob colonial
- Mapfre(inne języki)
- MEDIASET
- Melia Hotels(inne języki)
- Merlin Prosperties SA
- Naturgy Energy
- Red Eléctrica(inne języki)
- Repsol YPF
- Sabadell
- Tec. Reunidas
- Telefónica
- Viscofan SA